# Julia Lopez

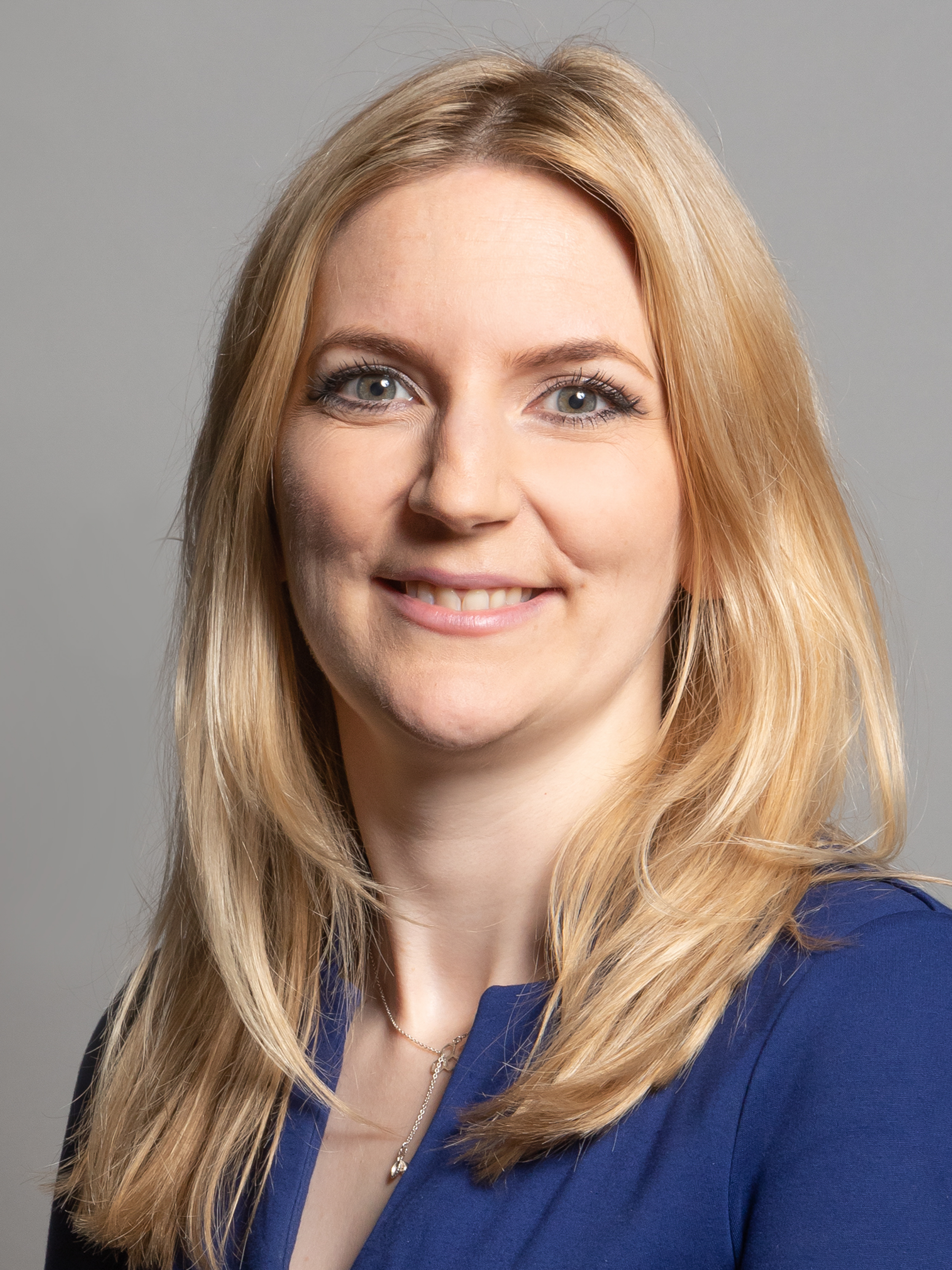
Lopez 2020 (Werbephoto)

Julia Louise Lopez, geb. Dockerill (* 4. Juni 1986 in Harlow, Essex) ist eine britische Politikerin der Tories. Sie ist seit September 2022 Staatssekretärin für Medien, Daten und Digitalinfrastuktur im Kabinett von Rishi Sunak in Westminster. Zuvor war sie im Kabinett von Boris Johnson Unterstaatsekräterin im Ressort für Umwelt, Lebensmittel und Landwirtschaft, bis sie am 6. Juli 2022 zurücktrat. Im folgenden Kabinett von Liz Truss war sie Staatsministerin für die gleichen Ressorts sowie Sport. Lopez ist seit 2017 MP für Hornchurch and Upminster. Der Wahlkreis ist ein sicherer Sitz für die Tories, aber Lopez hat die Mehrheit nochmals deutlich erhöht auf fast zwei Drittel der Stimmen.

## Belege
1. ↑  Ministerial Appointments: September 2022. In: GOV.UK. Abgerufen am 2. Januar 2023 (britisches Englisch).

| Personendaten    | Personendaten                                              |
| ---------------- | ---------------------------------------------------------- |
| NAME             | Lopez, Julia                                               |
| ALTERNATIVNAMEN  | Lopez, Julia Louise (vollständiger Name); Dockerill, Julia |
| KURZBESCHREIBUNG | britische Politikerin der Tories                           |
| GEBURTSDATUM     | 4. Juni 1986                                               |
| GEBURTSORT       | Harlow, Essex                                              |